# Desultor (Antigua Roma)

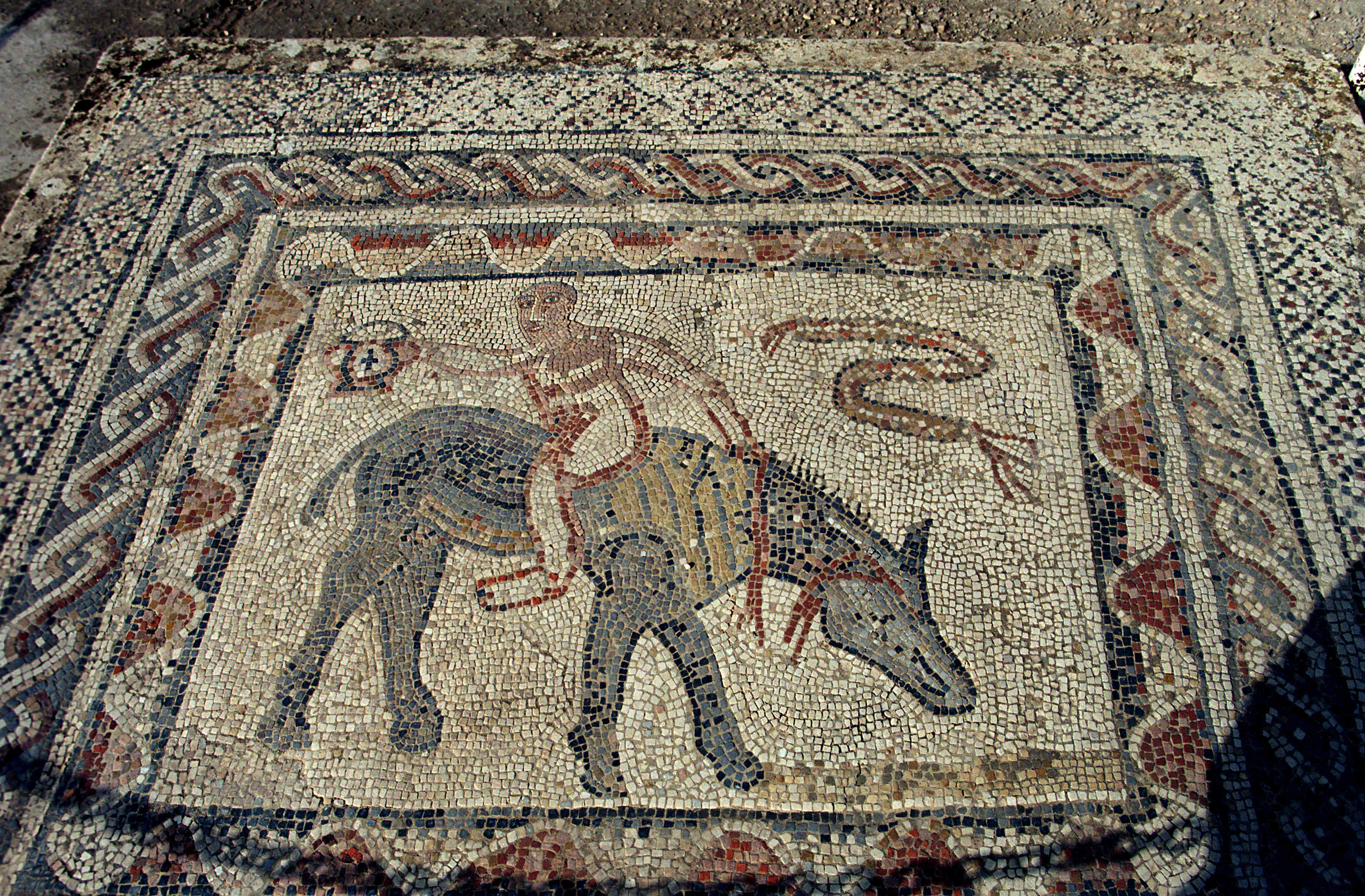
Desultor sobre un caballo realizando una acrobacia. En su mano derecha lleva una copa, símbolo de su victoria. Mosaico de Volubilis..

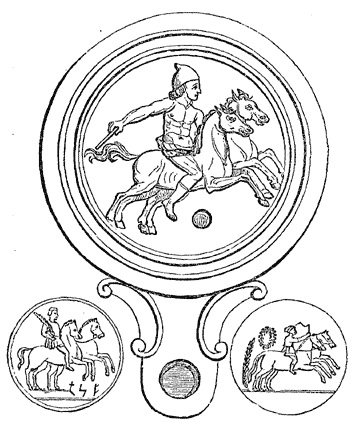
Desultores representados en una lámpara de bronce y dos monedas según Bartoli en Antiche Lucerne Sepolcrali.

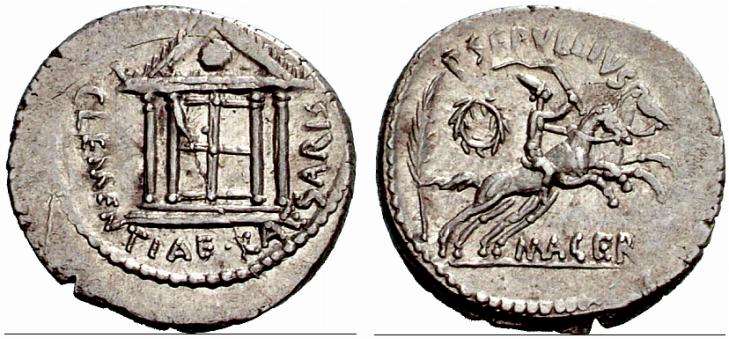
Denario con un desultor cabalgando.

Un desultor, para el Dictionnaire Gaffiot latin-français de 1934, es un jinete que salta de un caballo a otro (Tito Livio: 23, 29). En la antigüedad, el término griego apobates ("el que desciende") o el latino desultor ("el que salta") ha sido utilizado para designar a los que practicaban saltos de un caballo en movimiento a otro, haciendo acrobacias, como en los ludi circenses.
Ya en la Ilíada de Homero se encuentra la descripción de un hombre que monta con destreza y mantiene a cuatro caballos embridados, saltando de uno a otro entre la admiración de los espectadores. Eustacio en su comentario a la Ilíada, Libro IV, asegura que los jinetes pueden tener hasta seis caballos embridados moviéndose acompasadamente.
En los juegos del circo romano, esta disciplina era también muy popular. Generalmente, el desultor romano cabalgaba sobre dos caballos simultáneamente, sin silla de montar, y saltando entre ambos. Los desultores cubrían su cabeza con el cónico píleo, alusivo en memoria de los Dioscuros y llevaban fusta y brida. 
El aprecio por estos ejercicios llegó a tal punto que hasta los jóvenes de alto estatus, además de conducir bigas y cuadrigas en el circo, se exhibían en estas artes de equitación.
En otros países, este nivel de habilidad ecuestre se aplicaba en las guerras. Tito Livio menciona una famosa tropa de caballería en el ejército de Numidia, donde a cada soldado se le proporcionaba un par de caballos (bini equi), y en el fragor de la batalla, a pesar de estar equipados con armadura, saltaban con la máxima celeridad y facilidad desde un caballo que estaba cansado o lesionado, al lomo del otro que estaba todavía fresco, pudiendo cambiar su posición las veces que fuesen necesarias.
En Volubilis, Marruecos se ha podido excavar la denominada “Casa del Desultor”, donde se conservan dos mosaicos figurativos, uno de ellos representando a un desultor realizando acrobacias.